# Andreas Volk
Andreas Volk (* 5. August 1996 in Gengenbach) ist ein deutscher Fußballspieler.

## Karriere
Über die Stationen ASV Nordrach, Offenburger FV und SC Freiburg wechselte er im Sommer 2013 in die A-Jugend der SpVgg Unterhaching. Am 14. März 2015 debütierte er in der Bayernliga Süd für die zweite Mannschaft der SpVgg Unterhaching beim 2:1-Sieg gegen den TSV Bogen. Sein Profidebüt gab der Innenverteidiger am 16. Mai 2015 beim Spiel gegen Preußen Münster. Von Trainer Claus Schromm wurde der 18-Jährige bei diesem Drittligaspiel, das 1:0 für die SpVgg Unterhaching endete, in die Startformation berufen. Trotz dieses Sieges stieg die erste Mannschaft in die Regionalliga Bayern ab.
Nach dem Abstieg verließ er Unterhaching und schloss sich der zweiten Mannschaft des FC Augsburg an, für die er in den folgenden beiden Spielzeiten zwölf Regionalligaspiele absolvierte. Zur Saison 2017/18 schloss er sich dem baden-württembergischen Oberligisten SV Oberachern an, für den er bis zur Winterpause zu sechs Einsätzen kam. 2018 ging er für ein Studium an der Barry University in die Vereinigten Staaten, mit deren Fußballmannschaft, den Barry Buccaneers, gewann er in seinem ersten Jahr die Meisterschaft der NCAA Division II.
Seit Anfang 2024 spielt Volk in der Hallenfußballliga Baller League für das Team Eintracht Spandau.